# Skjånes
Skjånes (nordsamiska: Skeavvonjárga) är en ort i norra delen av Gamviks kommun i Finnmark fylke i norra Norge. 
Skjånes har omkring 60-70 invånare (2007). Orten ligger på Nordkinnudden vid Hopsfjorden, som är en vik av Tanafjorden.
Flertalet Skjånesbor arbetar inom fiskerinäringen. Orten har förlorat många arbetsplatser inom den offentliga sektorn efter nedläggning av skola och ålderdomshem. Regeringen har också beslutat att Tanafjorden skall vara en havsvik där fiskeodling inte får bedrivas, även om förutsättningarna i övrigt för detta i fjorden är bland de bästa i Finnmark. Från sommaren 2007 pågår fisketurism från orten.
Skjånes ligger vid fylkesväg 264, 45 kilometer sydöst om Mehamn. Orten nås också med passagerarbåt från Smalfjorden i Tana kommun, Langfjordnes, Nervei och Laggo.

## Bilder

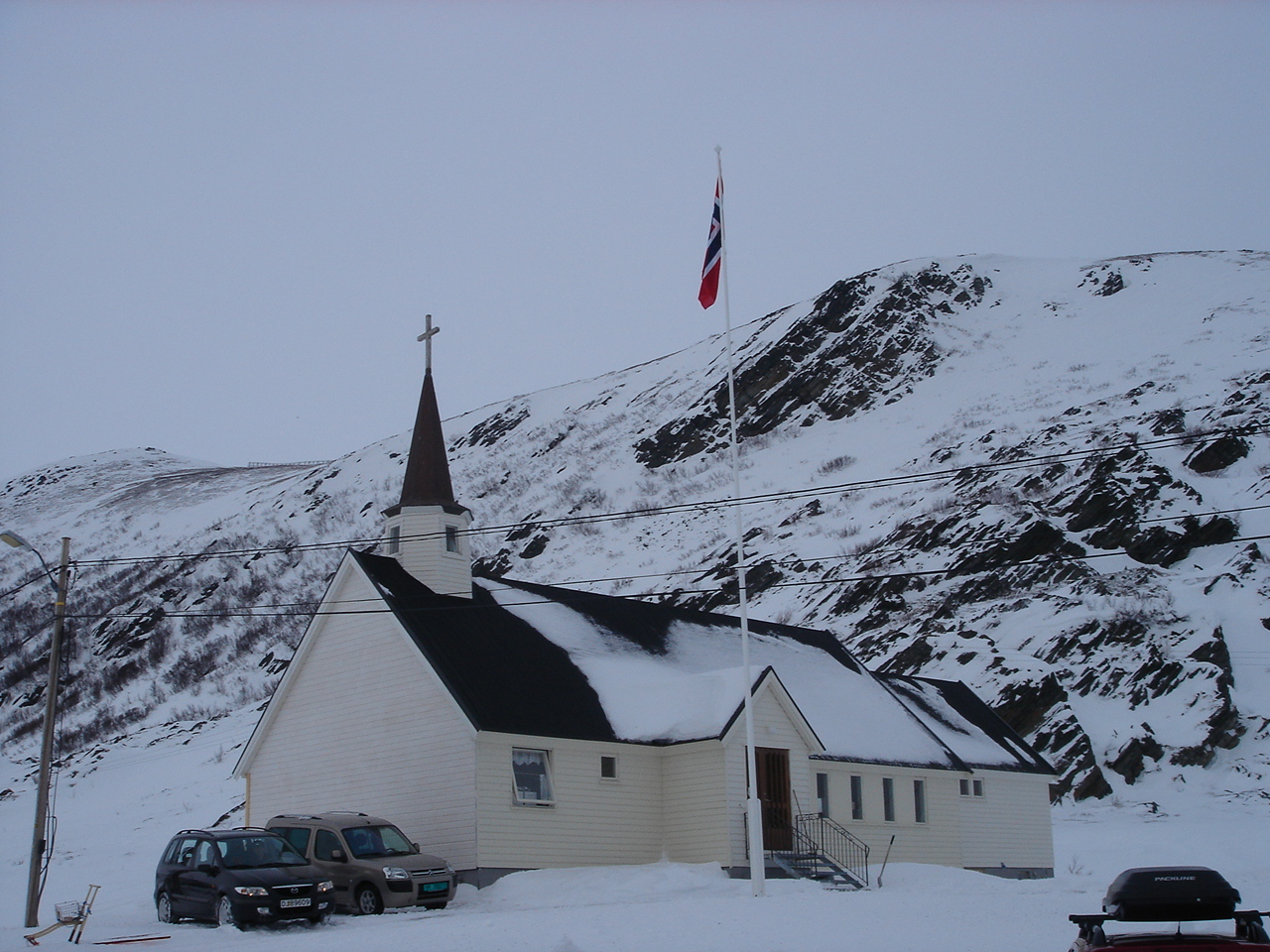
Hops kapell.
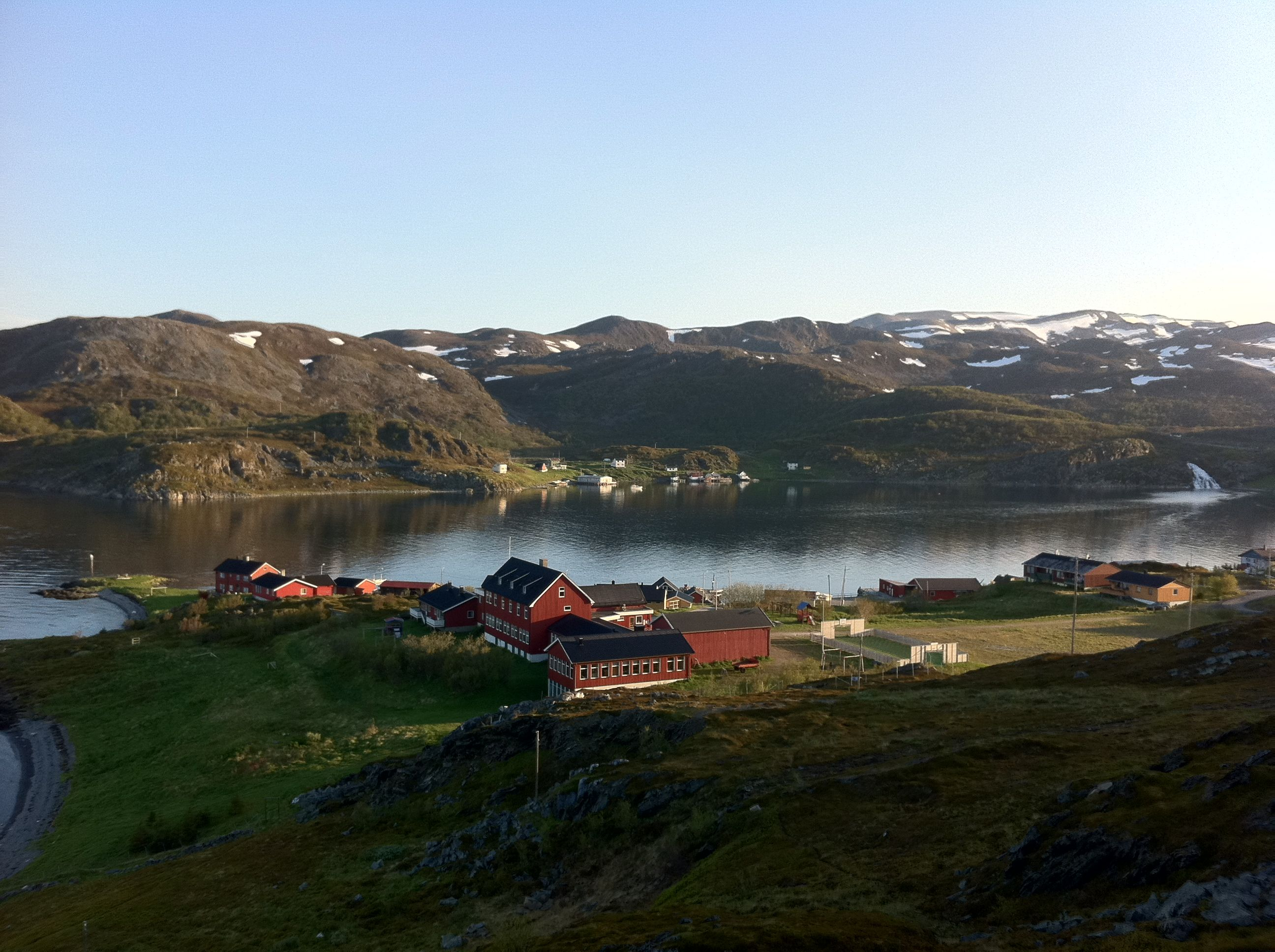
Skjånes med bland annat Skjånes skola.
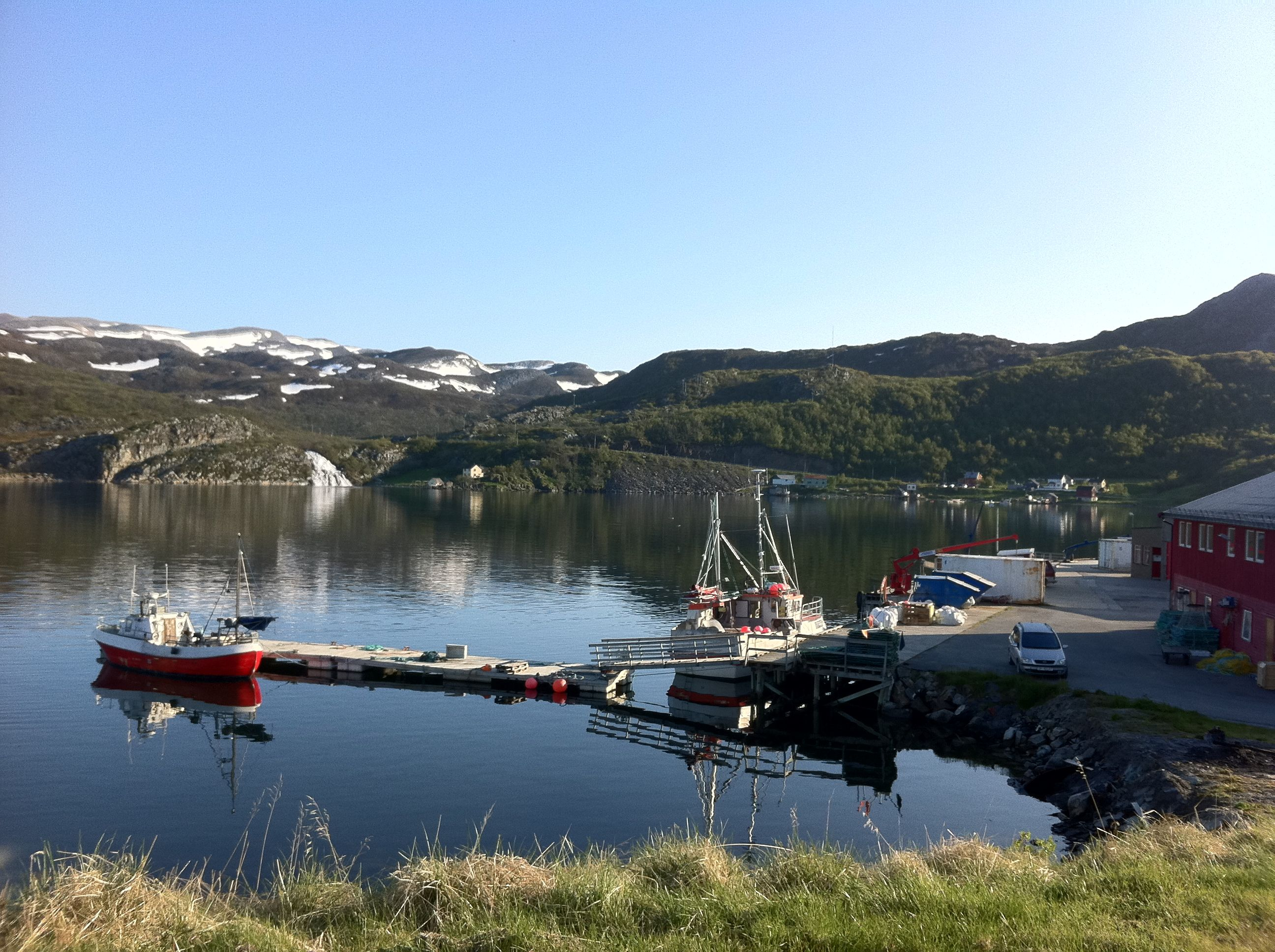
Fiskebruket och hurtigbåtkajen.
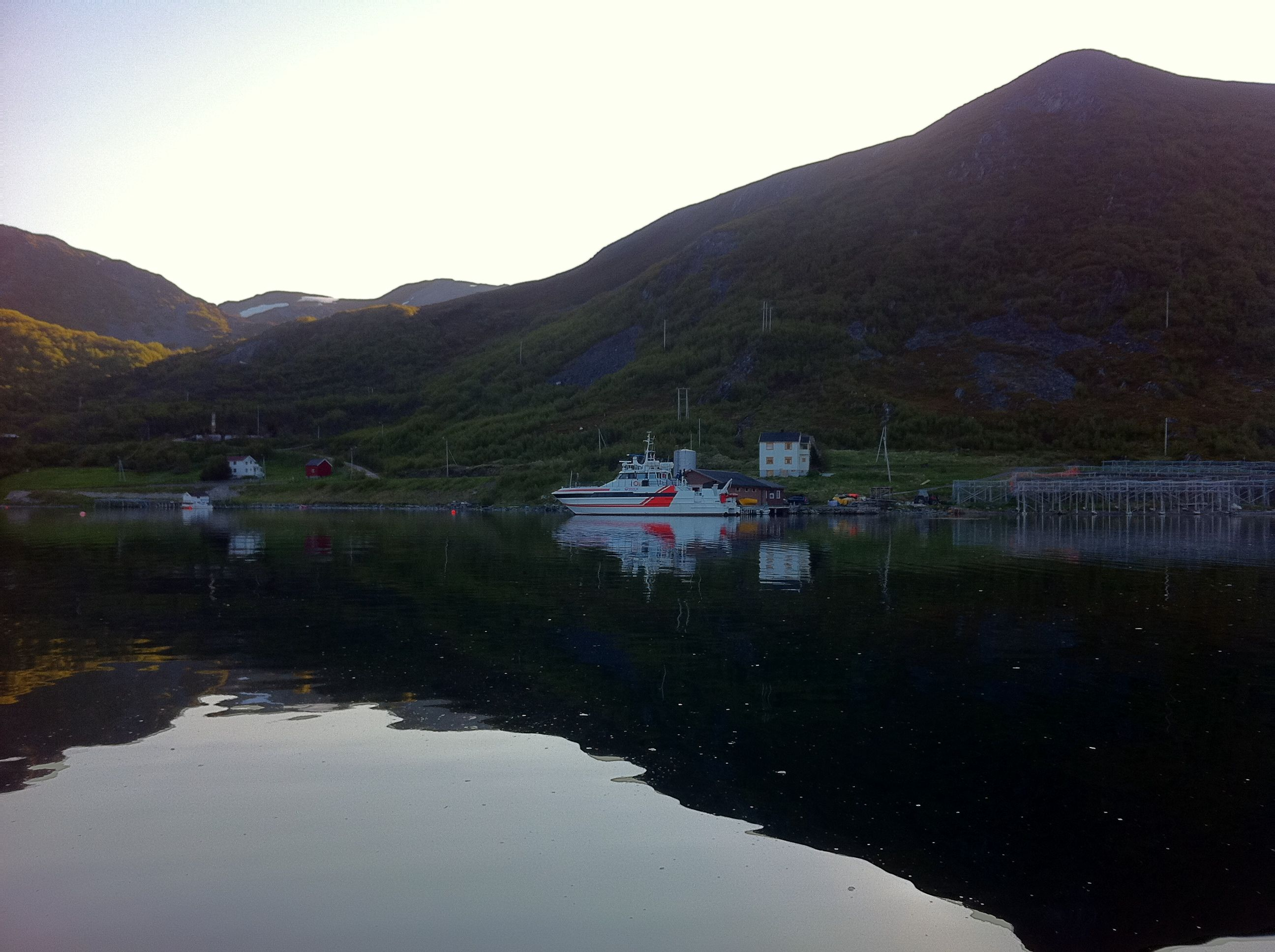
Hurtigbåten.